# Mathias Énard

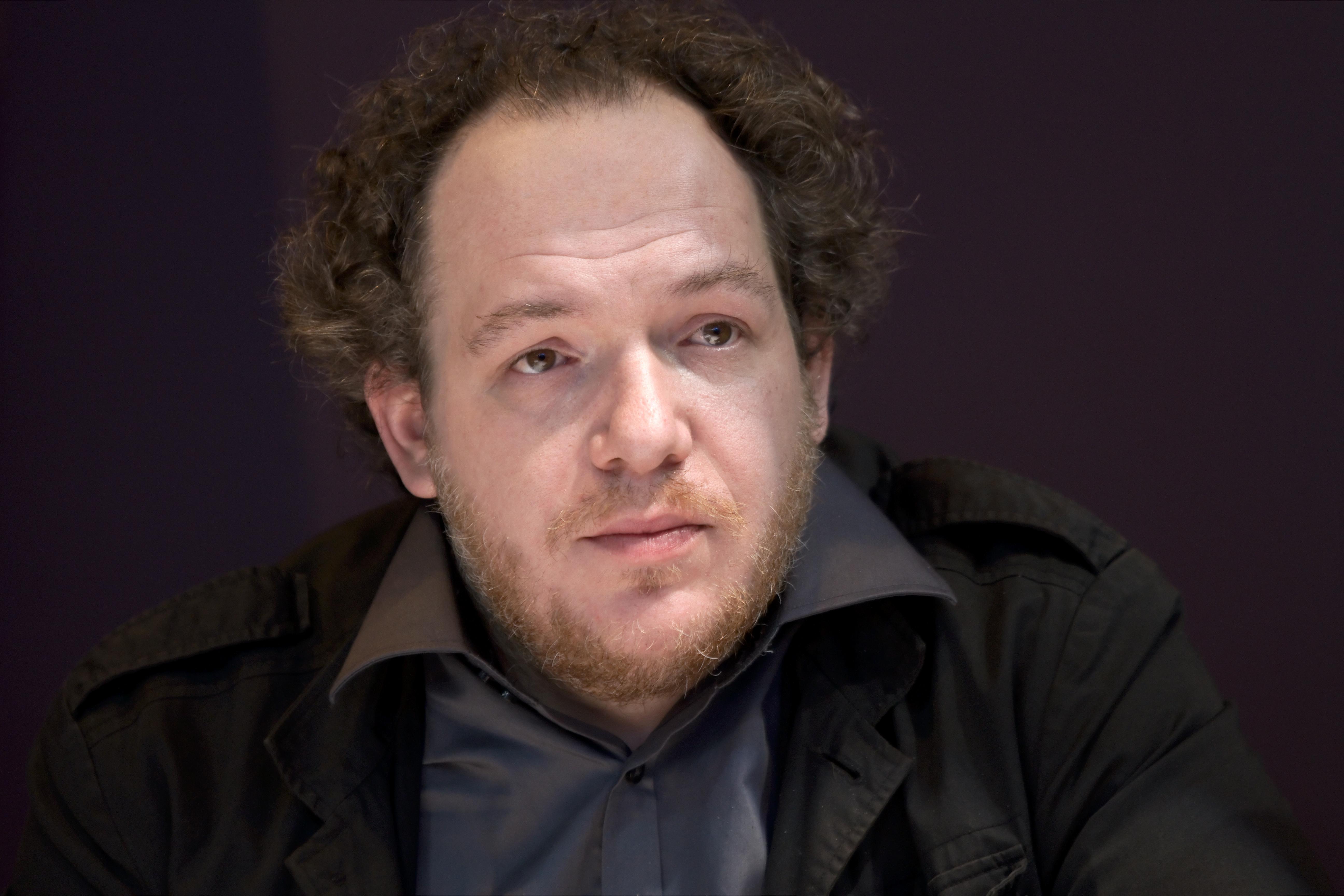
Mathias Énard (2010) auf der Pariser Buchmesse

Mathias Énard (* 11. Januar 1972 in Niort, Département Deux-Sèvres, Frankreich) ist ein französischer Schriftsteller und Übersetzer.

## Leben
Énard studierte am Institut national des langues et civilisations orientales (INALCO) in Paris die arabische und persische Sprache. Nach längeren Aufenthalten im Mittleren Osten, darunter drei Jahren in Damaskus, zwei Jahren in Beirut und einem Jahr in Teheran, übersiedelte er im Jahr 2000 nach Barcelona. Dort war er Mitarbeiter verschiedener Kulturzeitschriften. Daneben war er Mitglied der Redaktion der französischen Zeitschrift für Literatur und Philosophie Inculte. Ab 2010 lehrte er Arabisch an der Autonomen Universität Barcelona.
Énard war in den Jahren 2005/2006 Stipendiat der Villa Medici in Rom. 2011 gründete er in Paris zusammen mit anderen die Grafikedition scrawitch. Im Jahr 2013/14 war er Gast des Berliner Künstlerprogramms des DAAD.
Sein Roman Zone aus dem Jahr 2008 ist der innere Monolog eines Kriegsveteranen aus dem Jugoslawienkrieg, der in einem einzigen Satz ohne Punkt 500 Seiten umfasst. Der Roman machte ihn international bekannt. Nach mehreren Auszeichnungen für seine Romane erhielt Énard für Boussole (deutsch: Kompass) 2015 mit dem Prix Goncourt den renommiertesten französischen Literaturpreis.
2023 erschien mit Déserter (deutsch: Tanz des Verrats, März 2024, wörtlich: "Desertieren") eine historische Metafiktion über einen ostdeutschen Mathematiker, der seinen Aufenthalt im KZ Buchenwald / Weimar literarisch verarbeitet und in einem zweiten Erzählstrang über einen Deserteur aus einem unbezeichnet gebliebenen Kriegsland am Mittelmeer. Im Jahr 2024 eröffnet Enard mit Norden eine Tetralogie Melancholie der Grenzen (Mélancolie des confins), die pro Band eine Himmelsrichtung historisch-literarisch erschließt. Der erste Band ist der Kälte und der Stadt Berlin bzw. dem Nordosten Deutschlands gewidmet.
Im Frühjahr 2020 war Mathias Énard Inhaber der Friedrich-Dürrenmatt-Gastprofessur für Weltliteratur an der Universität Bern.

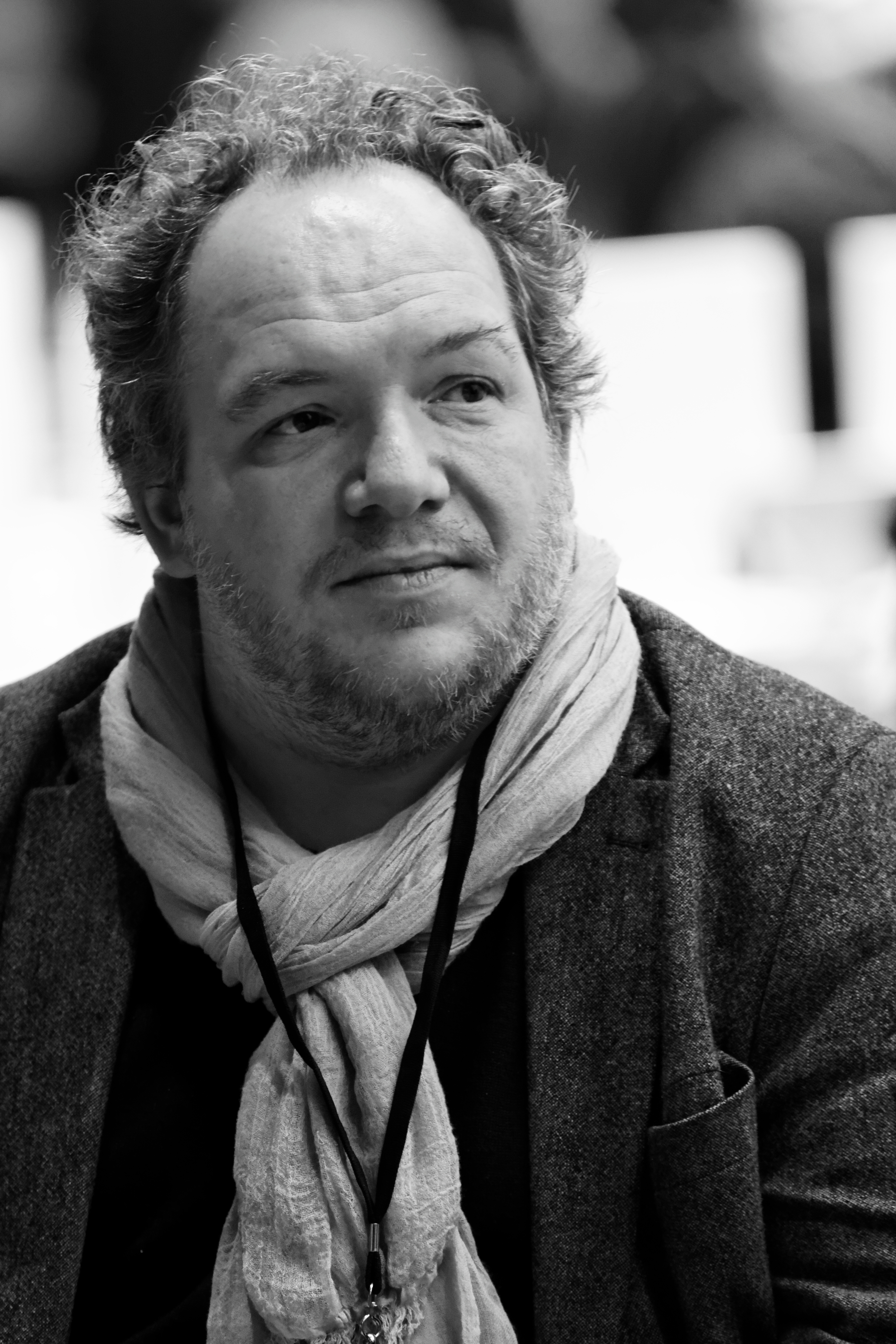
Mathias Énard (2013)

## Veröffentlichungen
- 1990: Travail de nuit, („Nachtarbeit“, Gedichte).
- 1990: Parfois entre nous la mer („Manchmal zwischen uns das Meer“, Gedichte).
- 2003: La Perfection du tir. Actes Sud, Arles, ISBN 978-2-7427-4412-1; Neuauflage: Actes Sud, Arles 2008, ISBN 978-2-7427-7691-7
  - Der perfekte Schuss, dt. von Sabine Müller, Hanser Berlin, Berlin 2023, ISBN 978-3-446-27639-0.
- 2005: Remonter l'Orénoque. Actes Sud, Arles. Neuauflage 2012: ISBN 978-2-330-01394-3 („Orinoco stromaufwärts“, bisher keine deutsche Ausgabe).
- 2007: Bréviaire des artificiers. mit Illustrationen von Pierre Marquès, Verticales-
- 2008: Zone. Actes Sud, Arles, ISBN 978-2-7427-9302-0
  - Zone, dt. von Holger Fock und Sabine Müller, Berlin Verlag, Berlin 2010, ISBN 978-3-8270-0886-2.[8][9][10]
- 2009: Mangée, mangée. mit Illustrationen von Pierre Marquès.  Actes Sud Junior, Paris, ISBN 978-2-7427-8511-7
- 2010: Parle-leur de batailles, de rois et d'éléphants. Actes Sud, Arles, ISBN 978-2-7427-9362-4
  - Erzähl ihnen von Schlachten, Königen und Elefanten, dt. von Holger Fock und Sabine Müller, Berlin Verlag, Berlin 2011, ISBN 978-3-8270-1005-6.
- 2011: L'alcool at la nostalgie. Éditions Inculte, Paris, ISBN 978-2-916940-48-9
  - Der Alkohol und die Wehmut, dt. von Claudia Hamm, Matthes & Seitz Berlin, Berlin 2016, ISBN 978-3-95757-349-0.
- 2012: Rue des voleurs. Actes Sud, Arles, ISBN 978-2-330-01267-0
  - Straße der Diebe, dt. von Holger Fock und Sabine Müller, Hanser, München 2013, ISBN 978-3-446-24365-1.
- 2013: Tout sera oublié, mit Illustrationen von Pierre Marquès. Actes Sud, Arles, ISBN 978-2-330-01808-5
- 2015: Boussole. Actes Sud, Arles, ISBN 978-2-330-05312-3
  - Kompass, dt. von Holger Fock und Sabine Müller. Hanser Berlin, München 2016, ISBN 978-3-446-25315-5[11].
- 2020: Le Banquet annuel de la Confrérie des fossoyeurs. Actes Sud, Arles, ISBN 978-2-330-13550-8
  - Das Jahresbankett der Totengräber, dt. von Holger Fock und Sabine Müller. Hanser Berlin, München 2021, ISBN 978-3-446-26934-7[12][10].
- 2023: Déserter. Actes Sud, Arles, ISBN 978-2-330-18161-1.
  - Tanz des Verrats, dt. von Holger Fock und Sabine Müller. Hanser Berlin, Berlin 2024, ISBN 978-3-446-27956-8[13].[14]

- 2024: Mélancole des confins : Nord, éditions Actes Sud, Arles 2024, ISBN 978-2-330-196950.[15]

## Übersetzungen ins Französische
- Mirzâ Habib Esfahâni: Épître de la Queue. Éditeurs Verticales 2004
- Youssef Bazzi: Arafat m'a regardé et m'a souri. Éditions Verticales, 2007

## Auszeichnungen und Ehrungen

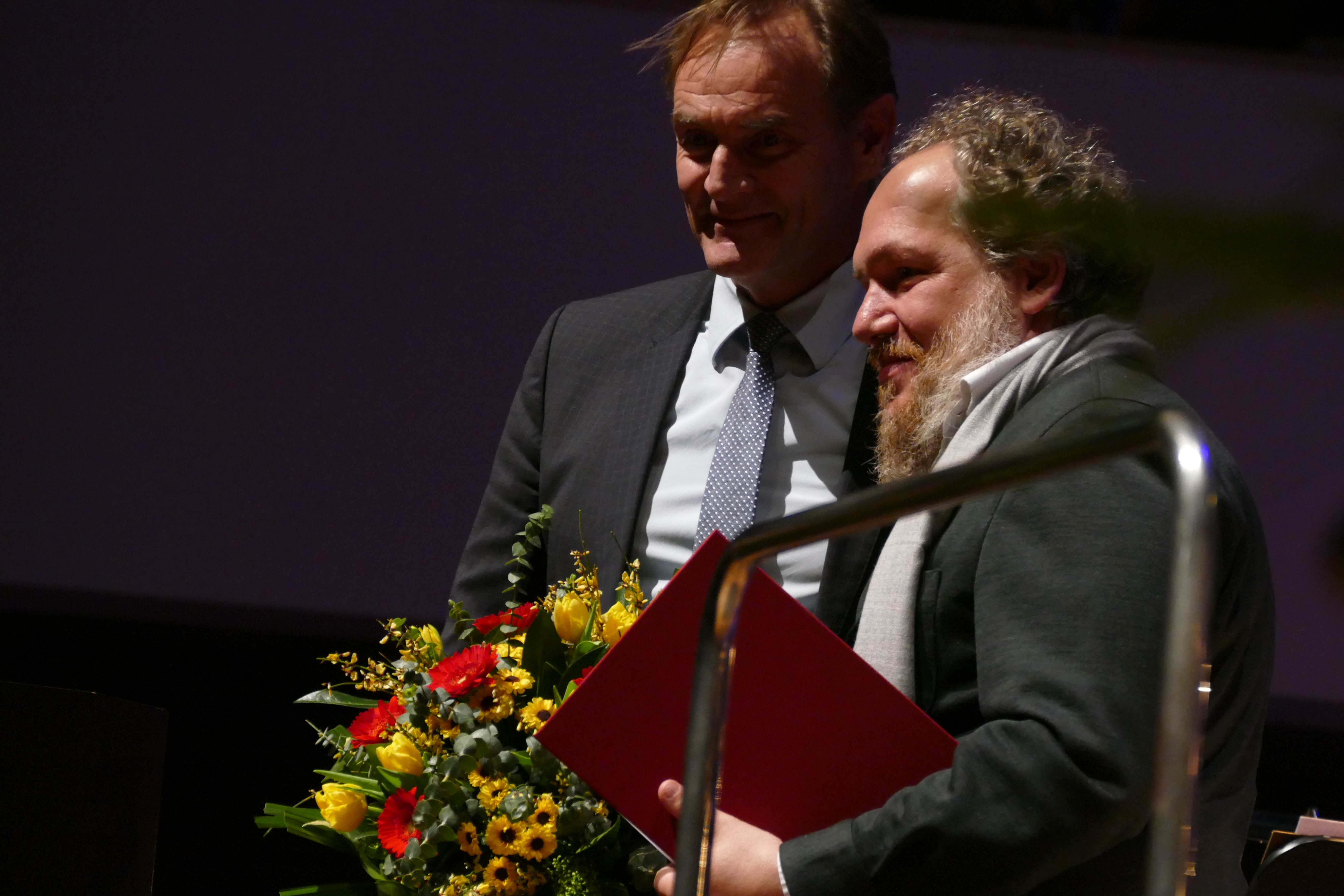
Mathias Énard erhält den Leipziger Buchpreis zur Europäischen Verständigung 2017.

- 2004: Prix des cinq continents de la francophonie für La Perfection du tir
  - Prix Edmée de La Rochefoucauld für das gleiche Buch
- 2005: Stipendium für die Villa Medici in Rom
- 2008: Prix Décembre und Candide-Preis (geteilt mit Martin Kluger) für Zone
- 2009: Prix du Livre Inter für Zone
- 2010: Prix Goncourt des lycéens für Parle-leur de batailles, de rois et d'éléphants
- 2015: Prix Goncourt für Boussole (dt.: Kompass)
- 2017: SWR-Bestenliste, Platz 2 im Januar für Kompass
  - Leipziger Buchpreis zur Europäischen Verständigung für Kompass[16]
  - Nominierung der Übersetzung von Kompass für den Preis der Leipziger Buchmesse
  - Nominierung (Shortlist) von Compass für den Man Booker International Prize
  - Premio Gregor von Rezzori für Bussola (dt.: Kompass)
- 2018: Literaturpreis der Konrad-Adenauer-Stiftung